# Vasile Pârvan
Vasile Pârvan (Huruiești, 1882. szeptember 28. – Bukarest, 1927. június 26.) román történész, régész, múzeumszervező. Ioan Andrieșescuval együtt a román régészeti iskola megteremtőjének tartják.

## Élete
Elemi és középfokú tanulmányait Bereștiben és Barládon végezte, majd 1904-ben egyetemi oklevelet szerzett a Bukaresti Egyetemen. Tanárai voltak többek között Grigore Tocilescu, Dimitrie Onciul, Ion Bogdan, Nicolae Iorga, Titu Maiorescu. Ezt követően 1905-1908 között ösztöndíjasként a jénai, berlini és boroszlói egyetemeken tanult tovább magát. Boroszlón Conrad Cichorius ókorkutató irányításával 1908-ban filozófiából szerzett doktorátust.
1904–1909 között segédtanár volt Bákóban és Jászvásáron. Grigore Tocilescu elhunytával 1909-től helyettes, 1910-től a bukaresti egyetem Ókortörténeti és Epigráfiai Tanszékének rendes tanára lett. 1910-ben kinevezték a Nemzeti Régiségtár igazgatójának. 1913-ban részt vett a bukaresti Délkelet-Európai Tanulmányok Intézetének létrehozásában.
Az első világháborút követően 1919–1920-ban részt vett a kolozsvári román egyetem szervezésében, s az egyetem az ő előadásával nyílt meg, ahol megalapította az Ókortudományi Intézetet is. 1920-ban létrehozta a Román Iskolát Rómában, amelyet haláláig igazgatott. Vakbélgyulladásban hunyt el.
A múzeumi hálózat, felkészült kutatók nevelése és a rendszeres régészeti kutatások kiépítésén fáradozott. Régészeti érdeklődésének középpontjában a géta-dák népesség, illetve a romániai ókori görög települések álltak. Azonosította Histriát és 1914-1926 között rendszeres feltárásokat végzett.
Ferenczi Sándor fordította magyarra egyes műveit. Levelezésüket László Attila közölte.
1913-tól a Román Akadémia rendes tagja.

## Emlékezete
- a Román Akadémia Vasile Pârvan Régészeti Intézete (Institutului de Arheologie "Vasile Pârvan")
- Barládi Múzeum - Muzeul "Vasile Pârvan" Bârlad
- Vasile Pârvan sugárút, Temesvár

## Művei
Publikált többek között a Convorbiri literare lapban is. Az Erdélyi Irodalmi Szemlében és az Erdélyi Tudományos Füzetekben is közölték írásait.
- 1926: Getica. O incercare de protoistorie a Daciei in mileniul I a. Chr. Săpăturile din Câmpia Munteană şi geţii din Masivul Carpatic. Academia Română, Memoriile secţiunii istorice. Seria III, tomul III, mem. 2. Bucureşti
- 1926 A dákok Trójában